# Joan Daemen
Joan Daemen (Achel, 1965) is een Belgisch cryptograaf en samen met Vincent Rijmen de ontwerper van Rijndael, het Advanced Encryption Standard AES. Hij heeft ook talrijke andere versleutelingalgoritmen ontworpen en mee ontworpen onder andere MMB, Square, SHARK, Noekeon, Subterranean en het 3-Way blok-vercijferingsalgoritme.
In 1988 is hij afgestudeerd als burgerlijk elektrotechnisch-werktuigkundig ingenieur aan de KU Leuven. Hierna vervoegde hij zich bij de COSIC onderzoeksgroep onder leiding van prof. Rene Govaerts. Hier werkte hij aan het ontwerp en de cryptanalyse van blok vercijferingsalgoritmen en cryptografische hash-functies. Daemen legde zijn proefschrift af in 1995 en behaalde daarmee de graad van Doctor in de Toegepaste Wetenschappen aan de KU Leuven. Hij werkte toen voor Janssen Pharmaceutica in Beerse. Daarna had hij posities bij BACOB, Banksys en vervolgens bij Proton World. Sinds 2015 is hij hoogleraar Symmetrische Cryptologie aan de Radboud Universiteit Nijmegen.